# Norman Krasna
Norman Krasna (* 7. November 1909 in Queens, New York City; † 1. November 1984 in Los Angeles) war ein US-amerikanischer Drehbuchautor, Bühnenautor, Filmproduzent und Filmregisseur.

## Leben
Norman Krasna erhielt eine Ausbildung an der New Yorker Columbia University und der Brooklyn Law School. Zunächst begann er als Film- und Theaterkritiker in New York zu arbeiten und kam Anfang der 1930er Jahre nach Hollywood. Ein erstes Drehbuch von Norman Krasna wurde 1932 realisiert. Zunächst war er mit leichten Komödien erfolgreich. Durch die Zusammenarbeit mit Fritz Lang wagte er sich auch an erste dramatische Stoffe. Die Geschichte zu Langs Film Blinde Wut ist von Krasna. Krasna schuf neben seinen Drehbüchern auch einige Theaterstücke für Broadwayproduktionen. 1940 heiratete Krasna die Sängerin Ruth Frazee. Sie war Mitglied der Gesangsgruppe The Frazee Sisters. Die Ehe wurde 1950 geschieden. 1944 gewann Krasna seinen einzigen Oscar für das Drehbuch zu Der Pilot und die Prinzessin. Bei diesem Film führte er erstmals auch Regie. Die Hauptrollen spielten Olivia de Havilland und Robert Cummings. Sein Regiedebüt produzierte Hal B. Wallis. Insgesamt drehte er drei Filme als Regisseur. Vor dieser Oscarauszeichnung war er bereits dreimal für einen Oscar nominiert gewesen. 1951 heiratete Krasna Erle Chennault Galbraith, die Witwe von Al Jolson.

## Filmografie (Auswahl)
- 1933: Sexbombe (Bombshell)
- 1934: The Richest Girl in the World
- 1935: Novak liebt Amerika (Romance in Manhattan)
- 1935: Liebe im Handumdrehen (Hands Across the Table)
- 1936: Seine Sekretärin (Wife vs. Secretary)
- 1937: The King and the Chorus Girl
- 1938: Du und ich (You and Me)
- 1938: Three Loves Has Nancy
- 1939: Die Findelmutter (Bachelor Mother)
- 1941: Die Abenteurerin (The Flame of New Orleans)
- 1941: Mr. und Mrs. Smith (Mr. and Mrs. Smith)
- 1941: Die ewige Eva (It Started with Eve)
- 1941: Mary und der Millionär (The Devil and Miss Jones)
- 1943: Der Pilot und die Prinzessin (Princess O’Rourke)
- 1944: Sturzflug ins Glück (Practically Yours)
- 1950: Von Katzen und Katern (The Big Hangover) (auch Regie)
- 1951: Das Herz einer Mutter (The Blue Veil) (Produktion)
- 1951: Gangster unter sich (Behave Yourself!)
- 1952: Vor dem neuen Tag (Clash by Night)
- 1952: Arena der Cowboys (The Lusty Men) (Produktion)
- 1954: Weiße Weihnachten (White Christmas)
- 1956: Die große und die kleine Welt (The Ambassador’s Daughter) (auch Regie)
- 1958: Indiskret (Indiscreet)
- 1960: Machen wir’s in Liebe (Let’s Make Love)
- 1962: Meine Geisha (My Geisha)
- 1963: Sonntag in New York (Sunday in New York)
- 1964: So bändigt man Eva (I'd Rather Be Rich)